# Stüterhof
Der Stüterhof ist ein Ortsteil der Gemeinde Waldleiningen im Landkreis Kaiserslautern in Rheinland-Pfalz.

## Geographie
Der Ortsteil liegt umgeben von Feldern auf einer Lichtung an der B 48 rund 7 km südöstlich von Kaiserslautern und rund 4 km südwestlich von Waldleiningen. Der Ort ist ein typisches Straßendorf.

## Geschichte
Der Ortsteil ging aus dem Dörfchen Hilsberg hervor. Möglicherweise war er einmal ein fränkischer Königshof. Das Dörfchen befand sich im Mittelalter als Hof Hilsberg im Besitz der Zisterzienser von Otterberg, die hier ein Gestüt betrieben. 1426 gingen Hof und Gestüt an die Kurpfalz über. Das Gestüt wurde im Dreißigjährigen Krieg zerstört und nicht mehr errichtet. Seit 1818 ist der Stüterhof ein Ortsteil der Gemeinde Waldleiningen.

## Gewässer
Etwas unterhalb des Dorfes befindet sich der Talbrunnen, bei dem die Jahreszahl 1195 eingemeißelt ist.
Sein Wasser fließt dem Stünebächel zu, das am Ortsrand seinen Ursprung hat und in Mölschbach in den Aschbach mündet. 